# وزارت محیط زیست، غذا و امور روستایی
وزارت محیط زیست، غذا و امور روستایی (انگلیسی: Department for Environment, Food and Rural Affairs) یک وزارتخانه در کشور بریتانیا است که مسئول رسیدگی به امور کشاورزی، شیلات و روستاها است.
این وزارتخانه که در سال ۲۰۰۱ تأسیس شده ساختمان اصلی آن در میدان اسمیت، لندن قرار دارد.